# Jason Kenny
Jason Francis Kenny (Bolton, 22 de marzo de 1988) es un deportista británico que compite en ciclismo en la modalidad de pista, especialista en las pruebas de velocidad y keirin. Siete veces campeón olímpico y tres veces campeón mundial, es uno de los ciclistas de pista más laureados de la historia.
Participó en cuatro Juegos Olímpicos de Verano, entre los años 2008 y 2020, obteniendo en total ocho medallas: oro y plata en Pekín 2008, dos oros en Londres 2012, tres oros en Río de Janeiro 2016 y oro y plata en Tokio 2020. En los Juegos Europeos de Minsk 2019 obtuvo una medalla de bronce en la prueba de velocidad por equipos.
Ganó diez medallas en el Campeonato Mundial de Ciclismo en Pista entre los años 2009 y 2020, y seis medallas en el Campeonato Europeo de Ciclismo en Pista, en los años 2010 y 2019.
Fue nombrado oficial de la Orden del Imperio Británico (OBE) en el año 2012 y caballero comendador de la Orden del Imperio Británico (KBE) en 2022.

## Trayectoria
Después de ganar varias medallas en los campeonatos mundiales y europeos de categoría junior y sub-23 en 2006 y 2007, fue seleccionado para competir en los Juegos Olímpicos de Pekín 2008. Junto con Chris Hoy y Jamie Staff, ganó la medalla de oro en velocidad por equipos, rompiendo el récord del mundo en la ronda de clasificación. En la final de velocidad ganó la medalla de plata al ser superado por su compañero Chris Hoy.
En enero de 2012 ganó su primer título de campeón del mundo, después que los resultados de Grégory Baugé en el Mundial de 2011 fueron anulados retroactivamente por la UCI al no presentarse éste a dos controles antidopaje. En los Juegos Olímpicos de Londres 2012, ganó medallas de oro tanto en la velocidad por equipos y en la individual.
Al año siguiente consiguió su segundo título de campeón del mundo, esta vez en la prueba de keirin realizada en el Mundial de Minsk. Pero su mejor año fue 2016, ganando la prueba de velocidad individual del Campeonato Mundial realizado en Londres y consiguiendo tres medallas de oro en los Juegos Olímpicos de Río de Janeiro 2016, en velocidad individual, por equipos y keirin.
En su cuarta participación olímpica, en Tokio 2020, obtuvo dos medallas, oro en la prueba de keirin y plata en velocidad por equipos (junto con Ryan Owens y Jack Carlin).
Está casado desde septiembre de 2016 con la ciclista Laura Trott, también campeona olímpica.

## Medallero internacional
| Juegos Olímpicos   | Juegos Olímpicos          | Juegos Olímpicos  | Juegos Olímpicos      |
| Año                | Lugar                     | Medalla           | Competición           |
| ------------------ | ------------------------- | ----------------- | --------------------- |
| 2008               | Pekín ( China)            | Medalla de oro    | Velocidad por equipos |
| 2008               | Pekín ( China)            | Medalla de plata  | Velocidad individual  |
| 2012               | Londres ( Reino Unido)    | Medalla de oro    | Velocidad individual  |
| 2012               | Londres ( Reino Unido)    | Medalla de oro    | Velocidad por equipos |
| 2016               | Río de Janeiro ( Brasil)  | Medalla de oro    | Velocidad individual  |
| 2016               | Río de Janeiro ( Brasil)  | Medalla de oro    | Velocidad por equipos |
| 2016               | Río de Janeiro ( Brasil)  | Medalla de oro    | Keirin                |
| 2020               | Tokio ( Japón)            | Medalla de oro    | Keirin                |
| 2020               | Tokio ( Japón)            | Medalla de plata  | Velocidad por equipos |
| Campeonato Mundial |                           |                   |                       |
| Año                | Lugar                     | Medalla           | Competición           |
| 2009               | Pruszków ( Polonia)       | Medalla de plata  | Velocidad por equipos |
| 2010               | Ballerup ( Dinamarca)     | Medalla de bronce | Velocidad por equipos |
| 2011               | Apeldoorn ( Países Bajos) | Medalla de oro    | Velocidad individual  |
| 2011               | Apeldoorn ( Países Bajos) | Medalla de plata  | Velocidad por equipos |
| 2012               | Melbourne ( Australia)    | Medalla de plata  | Velocidad individual  |
| 2012               | Melbourne ( Australia)    | Medalla de bronce | Keirin                |
| 2013               | Minsk ( Bielorrusia)      | Medalla de oro    | Keirin                |
| 2016               | Londres ( Reino Unido)    | Medalla de oro    | Velocidad individual  |
| 2018               | Apeldoorn ( Países Bajos) | Medalla de plata  | Velocidad por equipos |
| 2020               | Berlín ( Alemania)        | Medalla de plata  | Velocidad por equipos |
| Juegos Europeos    |                           |                   |                       |
| Año                | Lugar                     | Medalla           | Competición           |
| 2019               | Minsk ( Bielorrusia)      | Medalla de bronce | Velocidad por equipos |
| Campeonato Europeo |                           |                   |                       |
| Año                | Lugar                     | Medalla           | Competición           |
| 2010               | Pruszków ( Polonia)       | Medalla de oro    | Keirin                |
| 2010               | Pruszków ( Polonia)       | Medalla de bronce | Velocidad individual  |
| 2010               | Pruszków ( Polonia)       | Medalla de bronce | Velocidad por equipos |
| 2013               | Apeldoorn ( Países Bajos) | Medalla de plata  | Keirin                |
| 2013               | Apeldoorn ( Países Bajos) | Medalla de bronce | Velocidad individual  |
| 2019               | Apeldoorn ( Países Bajos) | Medalla de plata  | Velocidad por equipos |